# Araba Euskaraz
La fiesta del Araba Euskaraz es la fiesta que realizan las ikastolas alavesas para recaudar dinero y potenciar el uso del euskera. Cada año se celebra en un sitio diferente, teniendo como fin conseguir dinero para realizar reformas o algún cambio en la ikastola de ese pueblo. 
Suele celebrarse en junio aunque su fecha puede variar. 

## Fiestas organizadas por pueblos
| Municipio                      | Cantidad | Años                                    |
| ------------------------------ | -------- | --------------------------------------- |
| Vitoria                        | 7        | 1981,1982, 1991, 1992, 1995, 2015, 2019 |
| Amurrio                        | 6        | 1986, 1996, 2005, 2013, 2020            |
| Llodio                         | 6        | 1983, 1993, 2000, 2011, 2021            |
| Labastida                      | 6        | 1989, 2004, 2008, 2012, 2017            |
| Oyón                           | 4        | 1984, 1997, 2003, 2009                  |
| Salvatierra                    | 3        | 1985, 2010, 2016                        |
| Lapuebla de Labarca            | 3        | 1994, 1999, 2014                        |
| La Puebla de Arganzón (Burgos) | 3        | 2001, 2007, 2018                        |
| Campezo                        | 1        | 1987                                    |
| Urcabustaiz                    | 1        | 1988                                    |
| Abechuco                       | 1        | 1990                                    |
| Araia-Zalduendo                | 1        | 1998                                    |
| Cigoitia                       | 1        | 2002                                    |
| Armentia                       | 1        | 2006                                    |

## Fiestas ordenadas cronológicamente
1. 1981 - Vitoria
2. 1982 - Vitoria
3. 1983 - Llodio
4. 1984 - Oyón
5. 1985 - Salvatierra
6. 1986 - Amurrio
7. 1987 - Campezo
8. 1988 - Urcabustaiz
9. 1989 - Labastida
10. 1990 - Abechuco
11. 1991 - Vitoria
12. 1992 - Vitoria
13. 1993 - Llodio
14. 1994 - Lapuebla de Labarca
15. 1995 - Vitoria
16. 1996 - Amurrio
17. 1997 - Oyón
18. 1998 - Araya-Zalduendo de Álava
19. 1999 - Lapuebla de Labarca
20. 2000 - Llodio
21. 2001 - La Puebla de Arganzón (Burgos)
22. 2002 - Cigoitia
23. 2003 - Oyón
24. 2004 - Labastida
25. 2005 - Amurrio
26. 2006 - Armentia
27. 2007 - La Puebla de Arganzón (Burgos)
28. 2008 - Labastida
29. 2009 - Oyón
30. 2010 - Salvatierra
31. 2011 - Llodio
32. 2012 - Labastida
33. 2013 - Amurrio
34. 2014 - Lapuebla de Labarca
35. 2015 - Vitoria
36. 2016 - Salvatierra
37. 2017 - Labastida
38. 2018 - La Puebla de Arganzón (Burgos)
39. 2019 - Vitoria
40. 2020 - Amurrio
41. 2021 - Llodio
42. 2022 - Olárizu
43. 2023 - Olárizu
44. 2024 - Olárizu

## Celebraciones similares
Otros eventos similares en favor del euskera son:
- "Kilometroak" en Guipúzcoa.
- "Ibilaldia" en Vizcaya.
- "Nafarroa Oinez" en Navarra.
- "Herri Urrats" en el País Vasco francés.

- Datos: Q3326913
- Multimedia: Araba Euskaraz / Q3326913